# Семейство Гризуолд във ваканция
„Семейство Гризуолд във ваканция“ (на английски: National Lampoon’s Vacation) е американски комедиен филм от 1983 г., режисиран от Харолд Реймис. В главните роли участват Чеви Чейс, Бевърли Д’Анджело, Имоджийн Кока, Ранди Куейд, Джон Кенди. Създаден е по сценарий на Джон Хюс въз основа на неговия кратък разказ „Ваканция ’58“, публикуван в списанието National Lampoon. В него е представена историята на измисленото семейство Гризуолд, което се отправя на семейна екскурзия през САЩ до увеселителния парк „Уоли Уърлд“.
Произведен при бюджет от около 15 млн. щ. д., филмът се превръща в хит в боксофис класацията, печелейки над 60 млн. щ. д. само в САЩ. В резултат от неговия успех са произведени пет продължения: „Европейската ваканция на семейство Гризуолд“ (1985), „Коледна ваканция“ (1989), „Ваканция във Вегас“ (1997), „Коледна ваканция 2: Островното приключение на братовчеда Еди“ (2003) и „Ваканция“ (2015).

## Сюжет
В желанието си да прекара повече време със съпругата си Елън и децата си, Ръсти и Одри, Кларк Гризуолд решава да ги заведе на екскурзия от дома им в предградията на Чикаго до намиращия се в южна Калифорния увеселителен парк „Уоли Уърлд“. Той поръчва нова кола за пътуването, но когато отива в автосалона, се оказва, че още я няма и доставката ѝ може да се забави с шест седмици. Той се принуждава да купи огромно грозно комби (на английски: Wagon Queen Family Truckster), след като старата кола, която връща, за да смени с новата, бива смачкана.
Пътуването на семейството е съпътствано от множество неприятности, включително вандализирането на колата в Сейнт Луис, след като погрешен завой ги отвежда в съмнителен квартал, както и заспиването на всички по време на нощен преход, което за малко не води до катастрофа. Освен това Кларк успява да се скара с барман в Додж Сити, който стреля по него, и на няколко пъти бива подмамван от красива млада жена, караща „Ферари“ 308 GTS, да я следва. По пътя те се отбиват във ферма край Кулидж, за да се видят с Катрин, братовчедка на Елън, и мъжа ѝ Еди. Двамата им натрапват раздразнителната леля Една и злобното ѝ куче Динки, като ги молят да я откарат във Финикс при сина ѝ, Норман.
По-късно семейството спира в занемарен и мръсен къмпинг край Саут Форк, Колорадо, за да пренощува. На сутринта Кларк връзва кучето за задната броня, за да не му пречи, докато той подрежда багажа в колата, но го забравя и потегля, вследствие на което то умира. Полицай на мотоциклет го спира и му изнася лекция за жестокостта към животните, но в крайна сметка приема оправданието му, че смъртта на Динки е вследствие на грешка. На излизане от щата възниква друг проблем: чантата на Елън, в която са кредитните ѝ карти, изпада от багажника на колата, и Кларк се обажда до банката, за да ги обяви за изгубени.
По време на пътуването между Юта и Аризона семейството поема по грешен път, оказал се затворен за ремонт, в резултат на което катастрофира в пустинята, в близост до Долината на паметниците. Кларк отива да потърси помощ, но се загубва и след като се лута с часове, най-накрая намира отново семейството си, спасено междувременно от други хора и закарано до местен автосервиз. Там монтьорът, който се оказва и градският шериф, го изнудва да му даде всичките си останали налични пари само за да приведе колата в едва годно за движение състояние. Разстроеното семейство спира при Големия каньон, но там го чака нова беда: рецепционистът в хотела отказва да осребри персоналния чек на Кларк. Оказва се, че когато по-рано той е обявил кредитните карти на Елън за изгубени, в системата е станала грешка и неговите карти също са отбелязани като изчезнали, оставайки блокирани. Когато служителят на рецепцията се отдалечава, той ограбва касата зад гърба му и оставя чека.
По-нататък по пътя семейството открива, че леля Една е починала в съня си. След кратко обсъждане какво да правят, те я увиват в платнище и я връзват за багажника на покрива на колата. Скоро след това пристигат в дома на Норман във Финикс, но се оказва, че той е извън града и ще се върне едва след няколко дни; поради тази причина оставят тялото на майка му с прикрепена към него бележка на един стол в задния му двор.
Съкрушени от всички преживени несгоди по време на пътуването, Елън и децата искат да се приберат, но Кларк, обзет от желание да стигне до „Уоли Уърлд“, отказва. След спречкване с жена си той отива в бара на хотела, в който са отседнали, където среща отново шофьорката на червеното ферари. Той измисля няколко лъжи, за да я впечатли и след това двамата отиват да плуват в басейна. Когато влиза вътре, Кларк установява, че водата е леденостудена и надава крясъци, по което семейството му открива бързо него и жената. Тогава той ѝ признава истината за себе си и те се разделят приятелски, след което Елън му прощава и се присъединява към него в басейна.
Семейство Гризуолд най-накрая се добира до „Уоли Уърлд“, но открива, че е затворен за ремонт и почистване. Изпаднал в състояние на лудост заради пропилените си усилия, Кларк купува реалистично изглеждащ въздушен пистолет, с който заплашва един охранител и го кара да ги разведе из парка. Скоро пристига полицейски отряд, но точно когато семейството е арестувано, се появява собственикът на комплекса, Рой Уоли, за да изглади ситуацията. Той разбира желанието на Кларк да постигне идеалната ваканция, което го кара да си припомни проблемите при пътуванията със собственото си семейство. В края на крищата Уоли решава да не повдига обвинения и вместо това позволява на семейство Гризуолд и полицейския отряд да се забавляват в парка като негови гости.
Във финалните надписи на филма е показан колаж от снимки, направени по време на пътуването, като на последната от тях е семейство Гризуолд, връщащо се в Чикаго със самолет.

## Актьорски състав
| Актьор                | Роля                                       |
| --------------------- | ------------------------------------------ |
| Чеви Чейс             | Кларк Гризуолд                             |
| Бевърли Д’Анджело     | Елън Гризуолд, съпруга на Кларк            |
| Антъни Майкъл Хол     | Ръсти Гризуолд, син на Кларк и Елън        |
| Дейна Барън           | Одри Гризуолд, дъщеря на Кларк и Елън      |
| Имоджийн Кока         | леля Една, леля на Елън                    |
| Мириам Флин           | Катрин Джонсън, братовчедка на Елън        |
| Ранди Куейд           | Еди Джонсън, съпруг на Катрин              |
| Джейн Краковски       | братовчедката Вики, дъщеря на Еди и Катрин |
| Джон П. Нейвин-младши | братовчедът Дейл, син на Еди и Картин      |
| Кристи Бринкли        | жената с червеното ферари                  |
| Джеймс Кийч           | полицай на мотоциклет                      |
| Джон Кенди            | Ръс Ласки, охранител в „Уоли Уърлд“        |
| Франк Макрей          | Гроувър, охранител в „Уоли Уърлд“          |
| Еди Бракън            | Рой Уоли, собственик на „Уоли Уърлд“       |
| Юджийн Леви           | продавачът на коли                         |

## Дублаж
| Озвучаващи артисти  | Цветослава Симеонова Елена Бойчева Светломир Радев Иван Велчев Камен Асенов |
| Преводач            | Соня Иванова                                                                |
| Тонрежисьор         | Стефан Македонски                                                           |
| Режисьор на дублажа | Поля Цветкова-Георгиу                                                       |